# الباطن (أسماء الله الحسنى)
الْبَاطِن هو من أسماء الله الحسنى في الإسلام، ومعناه: الذي ليس دونه شيء، فلا شيء أقرب إلى شيء منه، كما قال: ﴿ونحن أقرب إليه من حبل الوريد﴾ سورة ق:16 يعني القرب بعلمه وقدرته، وقال البيضاوي في تفسيره «وتجوز بقرب الذات لقرب العلم لأنه موجبه»، وهو العالم ببواطن الأمور وظواهرها، وقيل: هو المحتجب عن أبصار الخلق، الذي لا يراه أحد في الدنيا، والدليل قوله تعالى: ﴿لا تدركه الأبصار وهو يدرك الأبصار وهو اللطيف الخبير﴾ سورة الأنعام:103 ومعناه أيضاً أنه تعالى ليس تحته شيء.

## في القرآن الكريم
سمى الله نفسه الْبَاطِن في نص واحد من النصوص القرآنية، قال تعالى: ﴿هُوَ الْأَوَّلُ وَالْآخِرُ وَالظَّاهِرُ وَالْبَاطِنُ وَهُوَ بِكُلِّ شَيْءٍ عَلِيمٌ ۝٣﴾ سورة الحديد:3 مقترنًا بالأسماء الأول والآخر والظاهر

## في السنة النبوية
كان التابعيُّ سهيلُ بن أبي صالحٍ يقول:
| الباطن (أسماء الله الحسنى) | كانَ أَبُو صَالِحٍ يَأْمُرُنَا، إذَا أَرَادَ أَحَدُنَا أَنْ يَنَامَ، أَنْ يَضْطَجِعَ علَى شِقِّهِ الأيْمَنِ، ثُمَّ يقولُ: اللَّهُمَّ رَبَّ السَّمَوَاتِ وَرَبَّ الأرْضِ وَرَبَّ العَرْشِ العَظِيمِ، رَبَّنَا وَرَبَّ كُلِّ شيءٍ، فَالِقَ الحَبِّ وَالنَّوَى، وَمُنْزِلَ التَّوْرَاةِ وَالإِنْجِيلِ وَالْفُرْقَانِ، أَعُوذُ بكَ مِن شَرِّ كُلِّ شيءٍ أَنْتَ آخِذٌ بنَاصِيَتِهِ، اللَّهُمَّ أَنْتَ الأوَّلُ فليسَ قَبْلَكَ شيءٌ، وَأَنْتَ الآخِرُ فليسَ بَعْدَكَ شيءٌ، وَأَنْتَ الظَّاهِرُ فليسَ فَوْقَكَ شيءٌ، وَأَنْتَ البَاطِنُ فليسَ دُونَكَ شيءٌ، اقْضِ عَنَّا الدَّيْنَ، وَأَغْنِنَا مِنَ الفَقْرِ. وَكانَ يَرْوِي ذلكَ عن أَبِي هُرَيْرَةَ، عَنِ النبيِّ صَلَّى اللَّهُ عليه وَسَلَّمَ | الباطن (أسماء الله الحسنى) |

## الأقوال في معناه

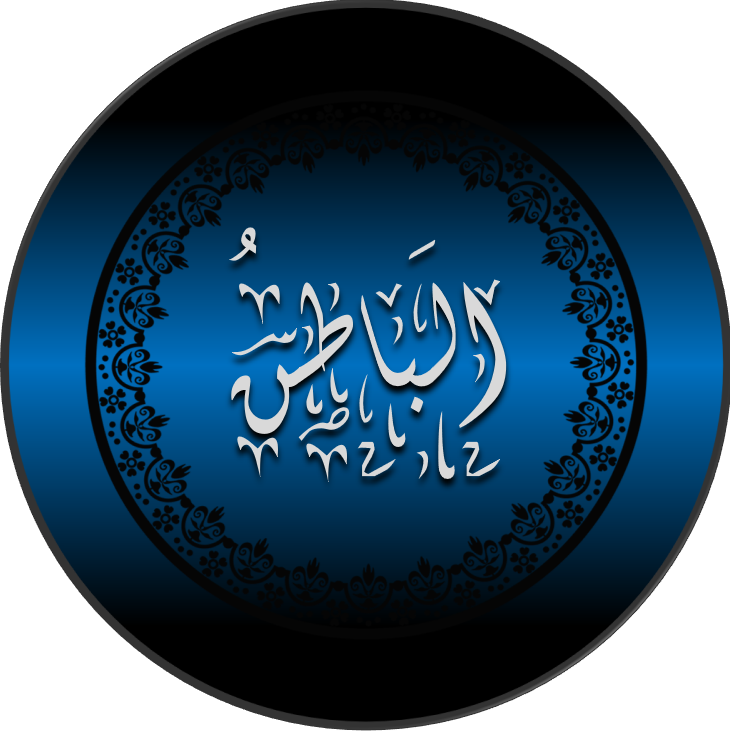
اسم الله الباطن

- قال ابن جرير الطبري: «وهو الْبَاطِن لجميع الأشياء فلا شيء أقرب إلى شيء منه، كما قال: ﴿وَنَحْنُ أَقْرَبُ إِلَيْهِ مِنْ حَبْلِ الْوَرِيدِ﴾سورة ق:16»[5]
- قال الزجاج: «الْبَاطِن هو العالم ببطانة الشيء، يقال: بطنت فلاناً وخبرته: إذا عرفت باطنه وظاهره، والله تعالى عارف ببواطن الأمور وظواهرها، فهو ذو الظاهر وذو الباطن»[1]
- قال الخطابي: «الْبَاطِن هو المحتجب عن أبصار الخلق، وهو الذي لا يستولي عليه توهم الكيفية، وقد يكون معنى الظهور والبطون احتجابه عن أبصار الناظرين، وتجليه لبصائر المتفكرين. ويكون معناه: العالم بما ظهر من الأمور، والمطلع على ما بطن من الغيوب»[2]
- قال الحليمي: «الْبَاطِن وهو الذي لا يحس، وإنما يدرك بآثاره وأفعاله»[6]
- قال البغوي: «الْبَاطِنالعالم بكل شيء»[7]
- قال ابن الجوزي: «والْبَاطِن: هو المحتجب عن أبصار الخلق الذي لا يستولي عليه توهُّم الكيفية. وقد يكون معنى الظهور والبطون: احتجابه عن أبصار الناظرين، وتجلِّيه لبصائر المتفكِّرين. ويكون معناه: العالم بما ظهر من الأمور، والمطَّلع على ما بطن من الغيوب.»[8]
- قال برهان الدين البقاعي: «والْبَاطِن بالصمدية وعن انطباع الحواس وارتسام الخيال وتصور الفهم والفكر وبتمام العلم والحكمة بما له من العظمة في ذاته بكثرة التعالي والحجب بطوناً لا يكتنه شيء، وقال القشيري: الأول بلا ابتداء، الآخر بلا انتهاء. الظاهر بلا خفاء، الباطن بنعت العلا وعز الكبرياء.»[9]
- قال البيهقي في الأسماء والصفات: «واستدل بعض أصحابنا في نفي المكان عنه (أي عن الله) بقول النبي صلى الله عليه وسلم: "أنت الظاهر فليس فوقك شيء، وأنت الْبَاطِن: فليس دونك شيء"، وإذا لم يكن فوقه شيء ولا دونه شيء لم يكن في مكان".»[10]
- أورد ابن القيم أسماء الله الأول والآخر والظاهر والباطن مجتمعةً في نونيَّته الشهيرة حيث قال:

## معنى اسم الله الباطن
الْبَاطِن اسم فاعل لمن اتصف بالبطون، والبطون خلاف الظهور، فعله بَطنَ يَبْطنُ بطونًا، والبَطنُ من الإِنسان وسائِر الحيوان خلاف الظهْر، والبَطنُ من كل شيء جَوْفُه قال تعالى: ﴿وَاللَّهُ أَخْرَجَكُمْ مِنْ بُطُونِ أُمَّهَاتِكُمْ لَا تَعْلَمُونَ شَيْئًا وَجَعَلَ لَكُمُ السَّمْعَ وَالْأَبْصَارَ وَالْأَفْئِدَةَ لَعَلَّكُمْ تَشْكُرُونَ ۝٧٨﴾النحل:78 ، وقال:﴿وَقَالُوا مَا فِي بُطُونِ هَذِهِ الْأَنْعَامِ خَالِصَةٌ لِذُكُورِنَا وَمُحَرَّمٌ عَلَى أَزْوَاجِنَا وَإِنْ يَكُنْ مَيْتَةً فَهُمْ فِيهِ شُرَكَاءُ سَيَجْزِيهِمْ وَصْفَهُمْ إِنَّهُ حَكِيمٌ عَلِيمٌ ۝١٣٩﴾ الأنعام:139، والبطون أيضًا الخفاء والاحتجاب وعدم الظهور، ومنه قول الله تعالى: ﴿وَلا تَقْرَبُوا الْفَوَاحِشَ مَا ظَهَرَ مِنْهَا وَمَا بَطَنَ﴾ الأنعام:151، وبطن الشيء أساسه المحتجب الذي تستقر به وعليه الأشياء، وعند مسلم من حديث جَابِرٌ  أن رَسُول اللَّهِ ﷺ قَالَ: «جَاوَرْتُ بِحِرَاءٍ شَهْرًا فَلَمَّا قَضَيْتُ جِوَارِي نَزَلتُ فَاسْتَبْطَنْتُ بَطْنَ الوَادِي فَنُودِيتُ، فَنَظَرْتُ أَمَامِي وَخَلْفِي وَعَنْ يَمِينِي وَعَنْ شِمَالِي فَلَمْ أَرَ أَحَدًا»، وقال تعالى: ﴿وَهُوَ الَّذِي كَفَّ أَيْدِيَهُمْ عَنْكُمْ وَأَيْدِيَكُمْ عَنْهُمْ بِبَطْنِ مَكَّةَ مِنْ بَعْدِ أَنْ أَظْفَرَكُمْ عَلَيْهِمْ وَكَانَ اللَّهُ بِمَا تَعْمَلُونَ بَصِيرًا ۝٢٤﴾الفتح:24، قال ابن منظور: «وذلك أن بني هاشم وبني أمية وسادة قريش نزول ببطن مكة ومن كان دونهم فهم نزول بظواهر جبالها».
والْبَاطِن سبحانه هو المحتجب عن ذوي الألباب كنه ذاته وكيفية صفاته عز وجل، وهو المحتجب عن أبصار الخلق الذي لا يرى في الدنيا ويرى في الآخرة ﴿وُجُوهٌ يَوْمَئِذٍ نَاضِرَةٌ ۝٢٢ إِلَى رَبِّهَا نَاظِرَةٌ ۝٢٣﴾القيامة: 22/ 23 ولا يدرك في الدنيا ولا في الآخرة، قال تعالى: ﴿لَا تُدْرِكُهُ الْأَبْصَارُ وَهُوَ يُدْرِكُ الْأَبْصَارَ وَهُوَ اللَّطِيفُ الْخَبِيرُ ۝١٠٣﴾الأنعام:103 يعني: لا تحيط به الأبصار لأن الإدراك هو الإحاطة بالمدرك من كل وجه، أما الرؤية فهي أخص من ذلك، فكل إدراك يشمل الرؤية، وليس كل رؤية تشمل الإدراك.
والله عز وجل بَاطِن احتجب بذاته عن أبصار الناظرين لحكمة أرادها في الخلائق أجمعين، قال تعالى: ﴿أَلَمْ تَرَ أَنَّ اللَّهَ خَلَقَ السَّمَاوَاتِ وَالْأَرْضَ بِالْحَقِّ إِنْ يَشَأْ يُذْهِبْكُمْ وَيَأْتِ بِخَلْقٍ جَدِيدٍ ۝١٩﴾ إبراهيم:19، فالعلة في احتجابه وعدم رؤيته هي الامتحان والابتلاء، قال تعالى: ﴿الَّذِي خَلَقَ الْمَوْتَ وَالْحَيَاةَ لِيَبْلُوَكُمْ أَيُّكُمْ أَحْسَنُ عَمَلًا وَهُوَ الْعَزِيزُ الْغَفُورُ ۝٢﴾الملك:2، ومن هنا كان البطون ووضع الغطاء على أهل الابتلاء أو كشف الحجاب عند الانتقال لدار الجزاء قال تعالى ﴿لَقَدْ كُنْتَ فِي غَفْلَةٍ مِنْ هَذَا فَكَشَفْنَا عَنْكَ غِطَاءَكَ فَبَصَرُكَ الْيَوْمَ حَدِيدٌ ۝٢٢﴾ ق:22